# Macgowania
Macgowania is een geslacht van uitgestorven ichthyosauriërs, bekend uit het Laat-Trias van British Columbia uit Canada.

## Geschiedenis van onderzoek
Macgowania is alleen bekend van het holotype ROM 41992 (RBCM EH 91.2.5), een gedeeltelijk skelet dat een bijna volledige schedel, bijna volledige voorvin en andere postcraniale elementen bewaarde, waaronder delen van de schoudergordel, tien voorste ruggenwervels en ribben. Het werd verzameld in de vindplaats Jewitt Spur van de Pardonet-formatie, daterend uit het midden van het Norien van het Laat-Trias, ongeveer 210 miljoen jaar geleden. Het werd gevonden aan de noordelijke oever van de Peace Reach-tak van Williston Lake. Het eerste deel dat werd aangetroffen, in 1990, was een voorvin. Het holotype werd geprepareerd door Ted Ecclestone, Brian Iwama en Ian Morrison.
Een tweede exemplaar van dezelfde locatie, ROM 41991, kan op basis van zijn voorvin-structuur aan dit geslacht worden toegewezen, maar dit kan niet worden bevestigd vanwege de slechte bewaring ervan.

## Etymologie
Macgowania werd oorspronkelijk beschreven door Chris McGowan in 1996 als Ichthyosaurus janiceps. Het werd in 1999 door Ryosuke Motani opnieuw toegewezen aan zijn eigen geslacht maar de typesoort blijft Ichthyosaurus janiceps. De geslachtsnaam eert Christopher McGowan voor het beschrijven van de typesoort. De soortaanduiding is afgeleid van Janus, de Romeinse god met twee tegenovergestelde gezichten, en ceps, Latijn voor 'met een hoofd', zelf weer afgeleid van caput.

## Beschrijving
Hoewel daterend uit het Trias, heeft Macgowania een vrij afgeleide vorm. Het dier is ongeveer drie meter lang.
MacGowan stelde in 1995 enkele markante eigenschappen vast. De schedellengte bedraagt minstens dertig centimeter (en vermoedelijk een halve meter). De snuit is kort en beslaat vermoedelijk minder dan 57% van de totale schedellengte. De oogkas is groot, minstens een vijfde en vermoedelijk meer dan een kwart van de schedellengte beslaand. Het bovenkaaksbeen is kort, vermoedelijk niet vóór het neusgat uitstekend. Gezien de kortheid van de snuit beslaat de praemaxilla vermoedelijk minder dan 40% van de schedellengte. Het neusgat ligt ligt tamelijk vooraan. Het gebied vóór het neusgat beslaat minder van 43% en vermoedelijk minder dan 36% van de schedellengte. Er zijn minder dan vijf primaire vingers (die dus homoloog zijn aan de oorspronkelijke vingers). De langste digitus (middenhandsbeen plus vinger) telt minder dan twintig elementen. Inkepingen beperken zich voornamelijk tot de eerste vinger en lijken te ontbreken op de voor- en achterranden. Dat laatste zag McGowan als het belangrijkste onderscheid met andere ichthyosaurussoorten — aan dat geslacht wees hij de soort immers toe.
De snuit is tamelijk kort en iets naar beneden gebogen. De neusgaten en oogkassen zijn groot. Bij het opperarmbeen is de voorrand sterk gereduceerd. Het spaakbeen en nog distalere voorste elementen hebben een holle voorrand.

## Fylogenie
Macgowania heeft een zeer stabiele positie in veel cladistische analyses. De familie Macgowaniidae werd in 2003 door McGowan en Motani benoemd om dit geslacht op te nemen.